# Svanamyran (naturreservat)
Svanamyran är ett naturreservat i Åsele kommun i Västerbottens län.
Området är naturskyddat sedan 2009 och är 444 hektar stort. Reservatet omfattar myrkomplexet Svanamyran med omgivande skog öster om Båtsjön och på Näslidens östsluttning. Reservatets skog består av urskogsartade barrblandskogar med stort inslag av lövträd.